# Distretto di Tinsukia
Il distretto di Tinsukia è un distretto dello stato dell'Assam in India. Il suo capoluogo è Tinsukia.